# Tristan Do
Tristan Do (tiếng Việt: Tristan Đỗ, tiếng Thái: ทริสตอง โด) là một cầu thủ bóng đá chuyên nghiệp người Thái Lan chơi ở vị trí hậu vệ cho câu lạc bộ Muangthong United tại Thai League 1 và đội tuyển quốc gia Thái Lan.

## Thời thơ ấu
Ông nội của Tristan Do là người Việt chuyển sang Thái Lan sống khi còn nhỏ. Bố của anh là con lai Việt–Thái, còn mẹ anh là người Pháp. Tristan chủ yếu nói tiếng Pháp, sau này anh học thêm tiếng Thái khi chuyển đến sống ở huyện Pak Kret, tỉnh Nonthaburi (Thái Lan). Anh cũng có anh em họ sinh sống ở Singapore.

## Sự nghiệp
Vào năm 2014, Tristan Do đã gia nhập BEC Tero Sasana, một câu lạc bộ Thái Lan tại Thai League 1. Sau một năm với BEC Tero Do gia nhập Muangthong United vào năm 2016.

## Thống kê sự nghiệp

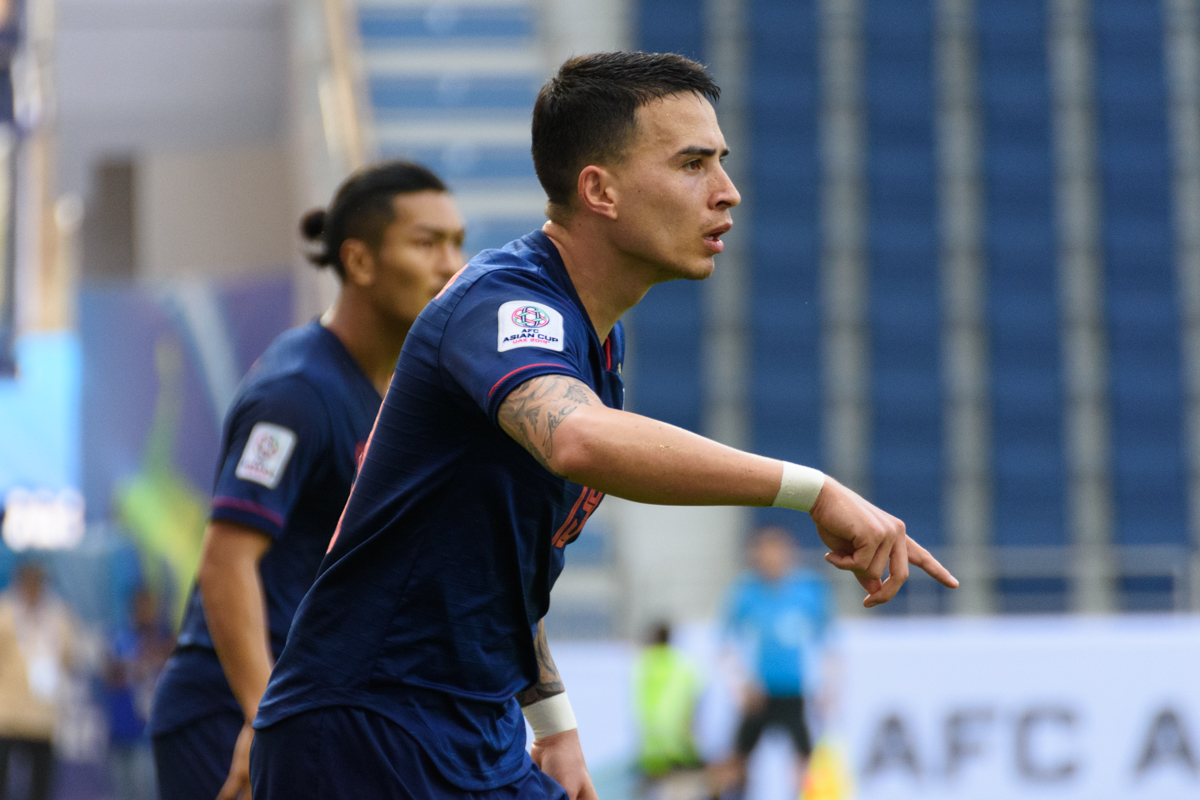
Tristan Đỗ tại Asian Cup 2019

### Thi đấu quốc tế
Tính đến 21 tháng 11, 2023
| Tuyển quốc gia | Năm  | Số lần tham dự | Số bàn thắng |
| -------------- | ---- | -------------- | ------------ |
| Thái Lan       | 2015 | 5              | 0            |
| Thái Lan       | 2016 | 15             | 0            |
| Thái Lan       | 2017 | 4              | 0            |
| Thái Lan       | 2018 | 0              | 0            |
| Thái Lan       | 2019 | 11             | 0            |
| Thái Lan       | 2021 | 6              | 0            |
| Thái Lan       | 2022 | 7              | 0            |
| Thái Lan       | 2023 | 3              | 0            |
| Thái Lan       | Tổng | 51             | 0            |

## Danh hiệu

### Câu lạc bộ
BEC Tero Sasana
- Thai League Cup: 2014

Muangthong United
- Thai League 1: 2016
- Thai League Cup: 2016, 2017
- Thailand Champions Cup: 2017
- Mekong Club Championship: 2017

### Đội tuyển quốc gia
U-23 Thái Lan
- Huy chương vàng SEA Games: 2015

Thái Lan
- Giải vô địch bóng đá Đông Nam Á: 2016, 2020